# Bowsuny
Bowsuny (ukr. Бовсуни, hist. pol. Bołsuny) – wieś na Ukrainie, w obwodzie żytomierskim, w rejonie korosteńskim, w hromadzie Łuhyny. W 2001 liczyła 974 mieszkańców, spośród których 963 wskazało jako ojczysty język ukraiński, a 11 rosyjski.